# Auvelity
Il Destrometorfano/bupropione, venduto con il marchio Auvelity della Axsome Therapeutics, è un farmaco che associa due principi attivi per il trattamento del disturbo depressivo maggiore (MDD). Contiene una combinazione a rilascio prolungato di destrometorfano (DXM) e bupropione. 
Il farmaco è leggermente più efficace nel trattamento della depressione rispetto al placebo o al bupropione da solo. 
Si assume sotto forma di compressa per via orale.

## Storia
Il destrometorfano/bupropione è stato sviluppato da Axsome Therapeutics. 
È stato approvato per il trattamento del disturbo depressivo maggiore dalla Food and Drug Administration statunitense nell'agosto 2022.
Sono previste per il 2029 vendite pari a 1,3 miliardi di dollari negli otto mercati principali (8 milioni di euro: Stati Uniti, Francia, Germania, Italia, Spagna, Regno Unito, Giappone e Canada).
Auvelity è in commercio negli USA sotto forma di una compressa orale brevettata a rilascio prolungato contenente destrometorfano (45 mg) e bupropione (105 mg).
Uno dei vantaggi di questo associazione precostituita, sembra essere il mancato aumento di peso tipico effetto collaterale di altri antidepressivi.

## Clinica
Auvelity mostra un nuovo meccanismo antidepressiva come antagonista orale dell'NMDA, cosa che determina la sua rapida efficacia antidepressiva, dimostrata in studi controllati, e il suo un profilo di sicurezza relativamente favorevole.
L'aspetto maggiormente apprezzato di questa combinazione di 2 farmaci consiste nella rapidità di risposta antidepressiva, infatti, si apprezzano risposte clinicamente significative alla depressione già dopo una settimana di trattamento; cosa che per altre classi di antidepressivi accade solamente dopo 3-4 settimane di trattamento.
Negli studi registrativi Auvelity ha mostrato come, alla sesta settimana, la percentuale di soggetti che hanno ottenuto la remissione clinica è stata del 46,5% rispetto al 16,2% del gruppo bupropione.

## Farmacodinamica
Il destrometorfano agisce come antagonista del recettore NMDA, inibitore della ricaptazione della serotonina-norepinefrina, agonista del recettore σ1 e modulatore allosterico negativo del recettore nicotinico dell'acetilcolina, tra le altre azioni, mentre il bupropione agisce come inibitore della ricaptazione della noradrenalina-dopamina e modulatore allosterico negativo del recettore nicotinico dell'acetilcolina. 
Il destrometorfano/bupropione ha una minore attività come antagonista del recettore NMDA rispetto al destrometorfano da solo, poiché il bupropione è un potente inibitore del CYP2D6 e previene la bioattivazione del destrometorfano in destrorfano, un antagonista del recettore NMDA molto più potente del destrometorfano stesso.
Il meccanismo d'azione del destrometorfano/bupropione nel trattamento della depressione è sconosciuto, sebbene possano essere coinvolte le precedenti azioni farmacologiche.

## Farmacocinetica
Quando somministrato insieme come destrometorfano/bupropione, l'emivita di eliminazione del destrometorfano è di 22 ore e l'emivita di eliminazione del bupropione è di 15 ore.
L'emivita di eliminazione dei metaboliti attivi del bupropione è di 35 ore per l'idrossibupropione, 44 ore per l'eritroidrossibupropione e 33 ore per il treoidrossibupropione. 
Il bupropione inibisce il metabolismo del destrometorfano inibendo l'enzima CYP2D6, il principale enzima responsabile del metabolismo del destrometorfano.
Questo a sua volta migliora la biodisponibilità del destrometorfano, ne prolunga l'emivita, ne impedisce il metabolismo in destrorfano e aumenta il rapporto tra destrometorfano e destrorfano nell'organismo.

## Effetti collaterali
Gli effetti collaterali del destrometorfano/bupropione comprendono vertigini, nausea, mal di testa, diarrea, sonnolenza, secchezza delle fauci, disfunzione sessuale (inclusi orgasmo anomalo, disfunzione erettile, diminuzione della libido e anorgasmia), iperidrosi, ansia, costipazione, diminuzione dell'appetito, insonnia, artralgia, affaticamento, parestesia e visione offuscata.
Questi effetti collaterali si sono verificati a tassi ≥2% e in misura maggiore rispetto al placebo negli studi clinici. 
Delle persone trattate con destrometorfano/bupropione, il 4% ha interrotto la partecipazione a causa di effetti collaterali, mentre solo 0% delle persone che hanno ricevuto il placebo lo ha fatto.